# Jardin botanique de Ventnor
Le Jardin botanique de Ventnor est un jardin botanique situé à Ventnor, sur l'île de Wight. 
Il a été fondé en 1970 par sir Harold Hillier qui en a fait don à l'île.
Sa collection comprend des arbres et des arbustes tempérés et subtropicaux du monde entier, organisés par région. Le climat inhabituel du jardin est proche de celui de la Méditerranée et permet une grande variété de plantes considérées comme trop fragiles pour une grande partie de la Grande-Bretagne continentale. Celles-ci poussent en plein air et bénéficient du microclimat humide et abrité de la zone protégée par les falaises, orientée au sud sur la côte de l'île de Wight. Lorsqu'une période de gel survient, elle est généralement de courte durée et de faible intensité.

## Histoire

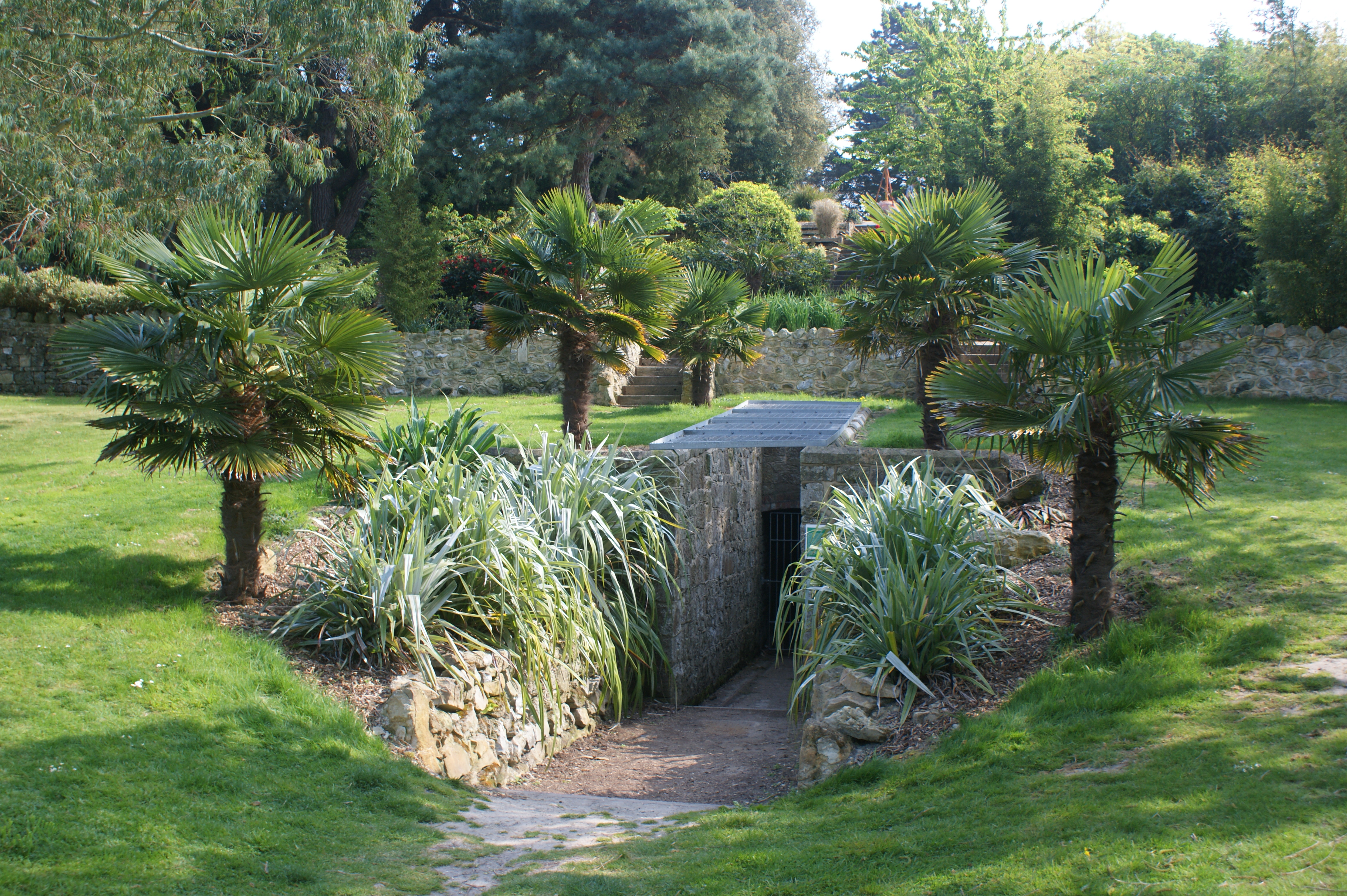
Tunnel d'accès à la mer.

Le jardin est situé sur le site de l'Hôpital Royal National  pour les maladies de la poitrine, un sanatorium qui avait été construit pour exploiter le climat qui est doux. Fondé par Arthur Hill Hassall, conçu par l'architecte local Thomas Hellyer et ouvert en 1869 en tant qu'hôpital national, il offrait 130 chambres pour ses patients. L'hôpital a été fermé en 1964, rendu obsolète par le traitement médicamenteux de la tuberculose. Il a été démoli en 1969.
En 1970, le site fut initialement réaménagé en jardin de plaisance pour le village de Steephill, avant l'implication de Sir Harold Hillier dans son développement qui l'a élevé au rang de jardin botanique. 
Malgré le temps généralement doux, les plantes ont dû être soigneusement sélectionnées pour tenir compte des sols alcalins peu profonds et des vents salés. Le jardin a subi de sérieux dommages lors de l'hiver exceptionnellement difficile de juillet 1986, la grande tempête de 1987 et une autre tempête majeure en janvier 1990.
Une grande serre a été construite en 1986 et ouverte en 1987. Des plantes tropicales y sont cultivées. Une piscine contenant 22 m3 d'eau chaude expose le Nénuphar géant en été et des fleurs de lotus bleu égyptien.
Le jardin a été géré par le Conseil de l'Ile de Wight jusqu'en 2012, date à laquelle il a été transféré au Ventnor Botanic Garden CIC. Les frais de stationnement ont été remplacés par un droit d'entrée.
Le conservateur du jardin de 1986 à 2011 était Simon Goodenough, Chris Kidd lui a succédé.

## Accès
Le jardin est situé le long de l'A3055 et des bus sur la route 6 de Vectis Sud s'y arrêtent. Des promenades pittoresques partent de la ville voisine de Ventnor.